# 赵汝恂
赵汝恂（?—?），吴兴武康（今浙江湖州德清县）人。宋朝宗室。
宋太宗八世孙，父赵善养為進士出身。孝宗时进士。《全宋词》收录其《念奴娇·寿萧守》词一首。